# Mitsubishi Materials
Mitsubishi Materials Corporation (MMC) (三菱マテリアル株式会社 Mitsubishi Materiaru Kabushiki-gaisha?) é uma companhia metalúrgica japonesa, sediada em Tóquio, subsidiaria ao grupo Mitsubishi.

## História
A companhia foi estabelecida em 1871.